# Ebba Orstadius

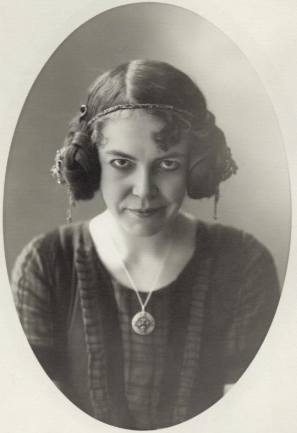
Ebba Orstadius

Ebba Ingeborg Orstadius, född 19 november 1885 i Stehags församling i Malmöhus län, död ogift 20 april 1960 i Möllevångens församling i samma län, var en svensk målare, tecknare och skulptör. 
Orstadius studerade i ungdomsåren konst i Dachau och München. Hon ställde ut separat i Lunds universitets konstmuseum 1912, i Karlskrona rådhus 1913 och i Malmö 1916 samt tillsammans med Anders Olson i Malmö och Helsingborg 1912. Orstadius deltog i Skånska konstnärslagets utställning i Malmö 1913 och Skånes konstförenings utställningar i Malmö 1914-1918. 
Orstadius produktion består av landskap och stilleben i akvarell och kol samt teckningar i olikfärgad tusch. Hon verkade även som skulptör och finns representerad i Malmö museum med gipsskulpturerna Gustav III, Kvinnohuvud, Sfinxen samt en teckning.
Hon var runt 1915 förlovad med Yngve von Schmidten och hennes brev till honom finns bevarade i Helsingborgs museums arkiv..